# Robert François Crachet
Robert François Crachet est un homme politique français né le 19 janvier 1764 à Nielles-lès-Bléquin (Pas-de-Calais) et décédé le 1er septembre 1815 au même lieu.
Homme de loi, il est accusateur public, puis administrateur du district de Saint-Omer. Il est élu député du Pas-de-Calais au Conseil des Cinq-Cents le 25 germinal an VI, mais fut invalidé comme royaliste. Il devient ensuite avocat au barreau de Saint-Omer.

## Sources
- « Robert François Crachet », dans Adolphe Robert et Gaston Cougny, Dictionnaire des parlementaires français, Edgar Bourloton, 1889-1891 [détail de l’édition]